# Iaia Fiastri
Iaia Fiastri, connue aussi comme  Jaja Fiastri, nom de plume de Maria Grazia Pacelli, née à Rome le 15 septembre 1934 et morte dans la même ville le 28 décembre 2018, est une auteure comique, scénariste et parolière italienne.

## Biographie
Maria Grazia Pacelli commence à écrire des scénarios pour le cinéma en 1964, collaborant à l'écriture des films L'idea fissa de Mino Guerrini et Gianni Puccini,  Il marito è mio e l'ammazzo quando mi pare de Pasquale Festa Campanile et Une poule, un train... et quelques monstres (Vedo nudo) de Dino Risi. Par la suite elle à l'écriture de scénarios de films réalisés entre autres par Franco Brusati, Dino Risi, Luciano Salce, Steno et devient collaboratrice de Pietro Garinei et Sandro Giovannini pour l'écriture de comédies musicales dont la plus connue est Aggiungi un posto a tavola.
Comme auteur-compositeur,  elle a écrit des chansons pour entre autres Caterina Caselli, Domenico Modugno, Ornella Vanoni et a collaboré avec le compositeur Bruno Canfora à la production de la pièce Amori miei.

## Filmographie partielle

### Scénariste
- 1965 : L'Amant paresseux (Il morbidone) de Massimo Franciosa
- 1968 : C'est mon mari et je le tue quand bon me semble (Il marito è mio e l'ammazzo quando mi pare) de Pasquale Festa Campanile
- 1969 : Une poule, un train... et quelques monstres (Vedo nudo) de Dino Risi
- 1972 : Une bonne planque (Bianchi, rosso e...) d'Alberto Lattuada
- 1974 : Pain et Chocolat (Pane e cioccolata ) de Franco Brusati